# キリスト教における富

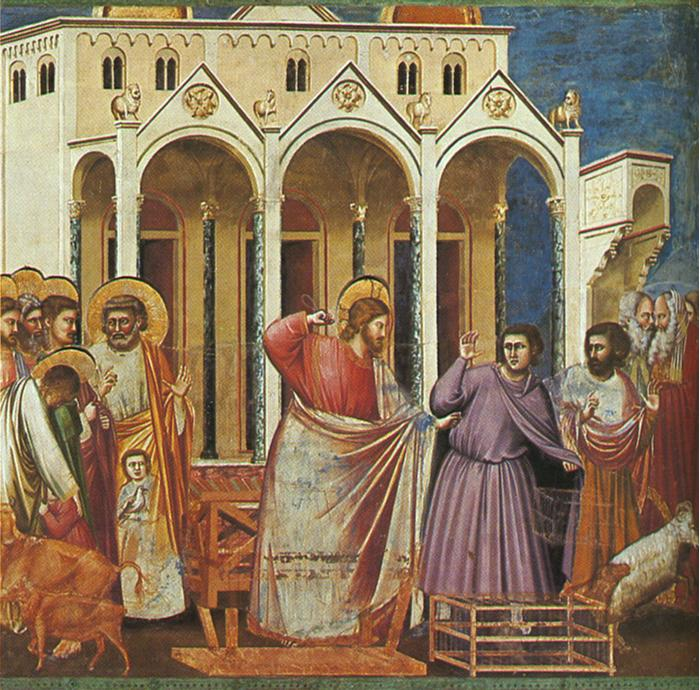
「両替商を神殿から追放するイエス」（ジョット作、14世紀）

キリスト教における富（キリストきょうにおけるとみ）についての考え方は非常に重要なもので、かつてはローマ教会の蓄財が宗教的な観点から問題視され、宗教改革の一因ともなった。また、ある者はキリスト教徒の富への考え方の転換が資本主義につながったとも言う。現在でもさまざまな視点から「富」とそれを貯める行為の是非が問われている。ある者は富そのものが罪であると言い、またある者は富自体は罪ではないが信仰の足枷であると言う。また、ある者は富は神の祝福であり、信仰の結果であると言う。ここでは過去から現在までのキリスト教における富に対する考え方を述べていく。

## 富と信仰
富と信仰に関する考えは様々な方向からの考えが挙げられている。
例えば環境学・社会倫理学者のジョン・B・コブは、「西洋を支配し、そして西洋を越えて東洋の大部分をも支配するようになっている経済主義」は伝統的なキリスト教の教理とは正反対であると論じた。「人は神とマモン（富）の両方に仕えることはできない」〔ママ〕、コブはこのイエスの教え〔マタイ 6:24〕を引き合いに出した上で、「西洋社会が富に仕えるように組織されている」のは明らかであり、したがって西洋では富は神に優越しているのだ、と断じた。マホーニー (Jack Mahoney) は、マルコによる福音書 10:23-27のイエスのことばについて、「裕福な人々や何不自由なく暮らしている人々でさえもしきりに不安や良心の呵責を感じるというくらいにまで、幾世紀にも亘ってかくも深くキリスト教社会に刻み付けられているのだ」と述べる。
極論の一つは、富や物質主義は避けるべき悪、さらには戦うべき悪であるとする。その対極にあるものは、繁栄と幸福は神の祝福であるとする見解である。信徒の中には、富と貧困についてキリスト教の教えを正しく理解するためには、広い視野で考えることが必要で、蓄財は人生の中心ではなく、むしろ「善良な生活」を育む資源だと論ずる者もいる。デイヴィッド・ミラー (David Miller) は、プロテスタントの間によくある富に対しての3つの立場を説明した。この説明によると、プロテスタントは富について、(1) 信仰に対する罪過、(2) 信仰の妨げ、(3) 信仰の結果、と様々な考え方を持つ。

### 罪過としての富
アメリカの歴史・政治学者のアラン・S・カハン (Alan S. Kahan) によると、キリスト教には富裕な者を「ことのほか罪深い」とみなす筋道がある。カハンの論ずるところでは、キリスト教のこの筋道において、審判の日とは「社会の秩序がひっくり返り、そして……貧しい者がついには真に祝福された者となるであろう」時とみなされている。
トマス・アクィナスは次のように述べた。「貪欲は、他の大罪と同じく、大罪である。俗世の束の間のもののために久遠のことどもを難ずるものなれば。」
デイヴィッド・ミラーの示唆するところによると、この見地は3世紀のマニ教徒の考え方に類似している。マニ教徒は精神的世界を善とし物質的世界を悪とし、2つは互いに相容れない対立のうちにあるとしたのであった。このようにキリスト教のこの筋道は、イエスに従うために、物質的かつ世俗的な快楽を捨てるよう信徒に訓戒する。例としてミラーは、イエスが使徒たちに命じた「旅に何も持っていってはいけない」（マルコによる福音書 6:8-9）ということばを挙げている。
カトリック労働者運動は自発的な清貧を説いた。新しい修道院生活運動 (英: New Monasticism) は、個人的な富を拒否することを選び、禁欲的な生活に従うことがある。これは「富と贅沢、そしてけばけばしい権力を持つ教会勢力」に対する抗議の一環でもある。

### 信仰を妨げるものとしての富
マルティン・ルターはマンモン（または富への欲望）を「地上で最も見かける偶像」とみなした。イエスが金持ちに会ったときの話（マルコによる福音書 10:17-31）は富が信仰を妨げている例である。富自体が信仰を妨げているのではなく、むしろイエスに従うために富を諦めることが出来ない、その情念が妨げているのである。これはパウロのテモテへの手紙一における考察にも同様のものを見ることができる（テモテへの手紙一 6:9）。パウロは「金銭を愛することは、すべての悪の根である。（テモテへの手紙一 6:10）」と続ける。金銭を愛することが信仰を妨げるのであって、金銭そのものが妨げるのではないのである。
それからイエスは弟子たちに言われた、「よく聞きなさい。富んでいる者が天国にはいるのは、むずかしいものである。また、あなたがたに言うが、富んでいる者が神の国にはいるよりは、らくだが針の穴を通る方が、もっとやさしい」。弟子たちはこれを聞いて非常に驚いて言った、「では、だれが救われることができるのだろう」。イエスは彼らを見つめて言われた、「人にはそれはできないが、神にはなんでもできない事はない」。—マタイによる福音書 19:23-26
イエスの物質的な富を蓄えることに対する戒めは「善良な生活というものは清貧と博愛であり、地上ではなく天国の宝を貯める」ことを勧めている。
あなたがたは自分のために、虫が食い、さびがつき、また、盗人らが押し入って盗み出すような地上に、宝をたくわえてはならない。むしろ自分のため、虫も食わず、さびもつかず、また、盗人らが押し入って盗み出すこともない天に、宝をたくわえなさい。あなたの宝のある所には、心もあるからである。—マタイによる福音書 6:19-21
イエスは追従者に罪を犯させるその生き方から抜け出すよう説いた。「もし、あなたの片手が罪を犯させるなら、それを切り捨てなさい。両手がそろったままで地獄の消えない火の中に落ち込むよりは、かたわになって命に入る方がよい。（マルコによる福音書 9:43-44）」
信仰の足かせとなる富への欲求や、所有欲といったものを捨て去るため、清貧の誓いを立てる信徒もいる。キリスト教には禁欲、博愛、喜捨といった自発的な貧困の伝統が長きに渡って存在する。何百万人もの人々が「偉大なる放棄」と呼ばれる、神の御名において性と富を放棄することを始めた点においてキリスト教は独創的である。
ローマ・カトリックにおいては富の放棄は「清貧、貞節、従順の誓い」（英: Evangelical counsels）のうちの一つある。一部の特定の教派では極端な清貧の誓いを立てる。例えば、フランシスコ会では前もって全ての個人的な財産を捨て去り、その後も共同体で財産の所有を行う。

### 信仰の結果としての富
プロテスタントの中には富の追求は、受容されるのみならず、召命であるとすら考えている者もいる。この考え方は一般にカルヴァン主義者とピューリタンの、勤勉な労働と質素な生活は宗教的な行為であるという考えからもたらされている。ジョン・ウェスレーは富を生み出すことを広く認めたが、信仰の妨げになる富は避けるよう勧めた。彼は聴衆に「できる限り稼ぎ、できる限り倹約し、できる限り与えなさい。」と説いた。富を信仰の結果とみなすものの中には、現代の説教者と繁栄の神学を唱えるものも含まれる。彼らは神を信じ、その法に従うものに繁栄と豊穣が約束されていると説く。
繁栄の神学（健康と繁栄の神学、繁栄の福音などとしても知られる）の支持者は、金銭的な祝福は信徒に対する神の思し召しであると、聖書は教えていると主張する。大多数の繁栄の神学の教師は、信仰、肯定的な発言、およびキリスト教施設への寄付は常にその行為を行うものに物質的な富をもたらす、と主張する。ほとんどの場合、繁栄の神学は継続説とともに教え説かれる。
繁栄の神学は1950年代に起こったヒーリング運動の際にアメリカで日の目を見始めた。一部の評論家は、ニューソート運動の影響と繁栄の神学の起源をつなげて考えている。後にワード・オブ・フェイス運動と1980年代のテレビ伝道という形で顕著になっていった。1990年代から2000年代にかけて、カリスマ運動の影響力のある多数の指導者に受け入れられるようになり、宣教師たちが世界中に広めていった。主流である福音主義者の指導者から、非聖書的教義、または明らかな異端として厳しく批判されている。

## 原始キリスト教
初期のキリスト教の時代とは3つの大きな文化、ギリシャ・ローマのもの、ヘブライ人（ユダヤ教）のもの、そしてキリスト教のもの、これらが遭遇し衝突した時代である。まず先立って、ギリシャ・ローマの哲学、ユダヤ教が存在し、これにキリスト教が加わった。これらの文化は金銭や富に関してそれぞれ根本的に異なる価値観を持っていた。ヘブライでは富への欲求を否定しなかったのに対し、ギリシャ・ローマとキリスト教はこれに対するよう説いた。しかしギリシャ・ローマとキリスト教ではその理由となる考え方は大きく異なっていた。

### ギリシャ・ローマ
プラトンは私有の富に対して嫌悪感を持っていた。プラトンの考えでは、魂が肉体の上にあり、金銭はその両方の下にある。この見方はキリスト教における道徳的価値観（キリスト教共産主義も参照。）と合致する部分があるとされる。。しかし後世のギリシャの哲学者たちはプラトンの私有財産を拒絶する考え、（彼の民主主義に絶望し共産国家を作り上げようとした思想）極端な立場を採用しなかったとされる。アリストテレスはギリシャの思想家として代表的な人物で最終的に後の思想家に大きく影響を与えた。アリストテレスはプラトンの考え方を否定し、彼の著作「政治学」において、本当に必要な要求のための取財（自然的取材）と、財それ自身のための取財（反自然的取財術）を別物とみなした。古代ギリシャでは政治参加が美徳であり、労働は時間を浪費する行為とみなされていたともされている。。
ローマの哲学者たちはこのギリシャの考え方を採用した。例としてキケロとセネカがあがる。キケロは職人などを低俗なものとして非難した。またキケロは、農業は最も素晴らしく実りある生活で、そして自由人の中で最も価値がある、と評価したとされる。。ギリシャ・ローマでは寛大さ、すなわち与えることも賞賛されてきた。キケロは「富の最大の利点は寛大でいられることである。」と述べているが、「寛大さによって貧困になることはあってはならない」とも言う。

### ユダヤ教
ユダヤ教の考え方は、ギリシャ・ローマとは全くの別物であり、ヘブライ語聖書に表現されている。ヘブライ語聖書では奴隷と雇われ人はギリシャ・ローマであったような軽蔑はされていなかった。むしろ、このような労働は律法によって保護されていた。例えば、当日に賃金を支払うこと、虐げてはいけないことなどが定められていた(レビ記19:13、同25:39-43)。また貧しい者は借金をする際も守られていた(レビ記25:25など)。これらの律法の目的は貧者を保護するのみならず、少数が過剰な蓄財をしないようにするためでもあった。貧者は「神に守られて」いたのである。しかし、貧困は賞賛されたり、もしくは肯定的にとられたりすることはなかった。弱者は搾取から保護されるべきという考えをもとに貧者は守られていた。
物質的な富は高く評価された。ヘブライ人はそれを求め、彼らが戒めに従う限り、神は祝福を約束した。アブラハムやイサク、ヤコブ、そしてソロモンのような人々が財産を築き上げたのは神がなさしめたからであり、富とは恩寵の現れだった。しかしヘブライ語聖書には金持ちは貧者を救済しなさいともある。アモスのような預言者は貧しい者を抑圧する富裕な者を酷評し、困窮を打ち壊そうとした。ヘブライ語聖書において、富は良いものだが、裕福な者はその立場を利用して持たざる者を傷つけてはならないとしてある。裕福な者は貧しい人々の苦しみを軽減する義務を持っていた。

### キリスト教

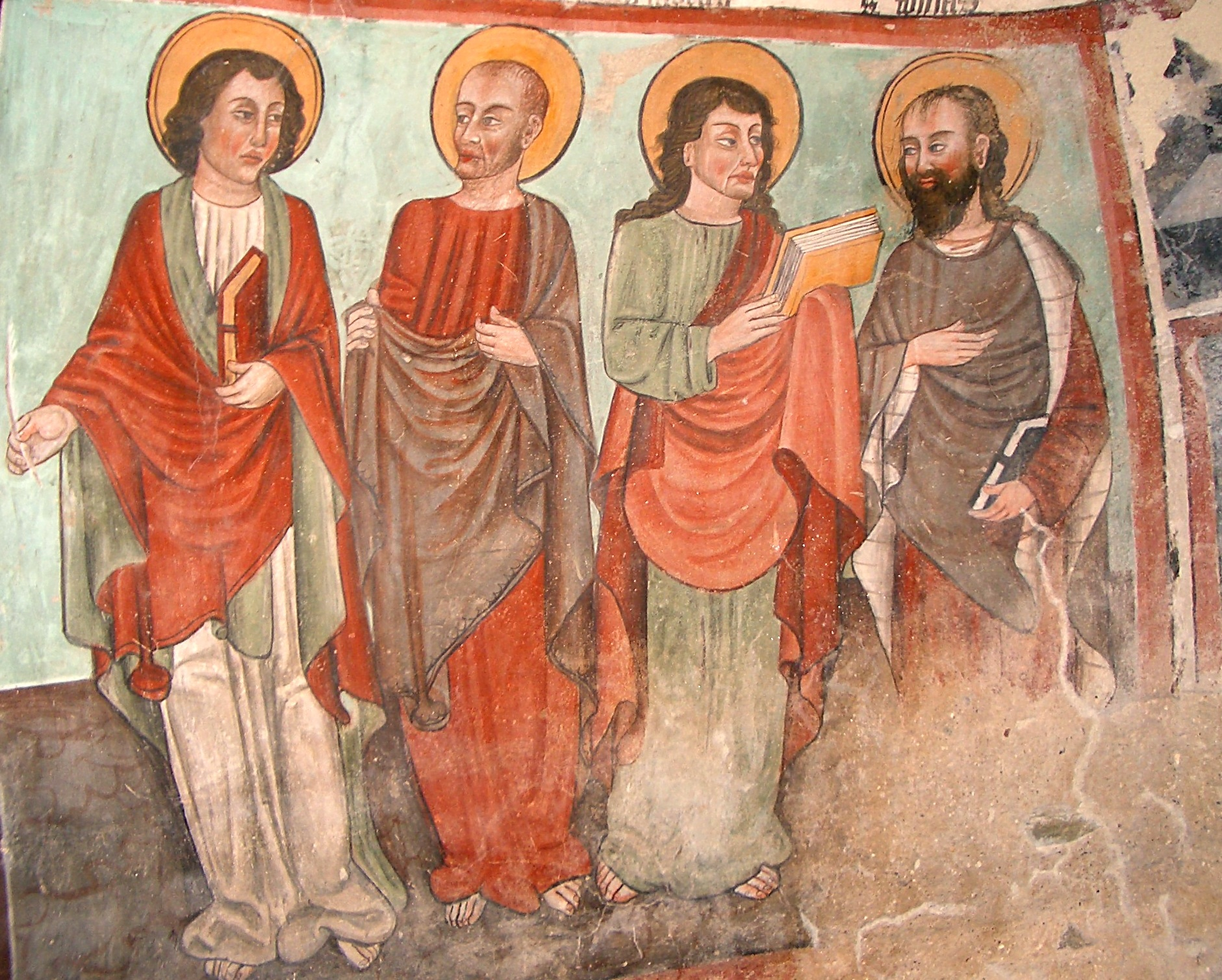
15世紀のフレスコ画による使徒, イタリア, トリノ

キリスト教はギリシャ・ローマの哲学やユダヤ教から、その考え方を吸収、採用していった。初期のキリスト教はヘブライ語聖書で見られる倫理的なテーマの多くを採用したように見える。しかし、イエスと使徒たちの新約聖書に見られる教えは、恵まれない者の欲求に対して、富と経済的利益の追求への懸念という批判的側面を追加している。イエスは貧者であり、彼を模倣し全てを捨て去ること、そして富と貧困が自身を変える障害となる考え方を示した。
キリスト教の施しはギリシャ・ローマで賞賛されてきた寛大さとは異なる種類のものである。新約聖書は所有物を売り払い、貧しい者に金を与えよとある。キリスト教の施しが目指すものは貧富のない平等であり、ギリシャ・ローマには存在しなかったものである。
キリスト教は貧困と労働者と向き合う点においては、ギリシャ・ローマよりもユダヤ教に近い。しかし富に対する考え方はユダヤ教とは大きく異なっている。「富んでいる者が天国にはいるのは、むずかしい」というようなキリスト教の教えはユダヤ教には存在しない。

## 歴史的変遷
キリスト教の歴史についての富は時代とともに変遷しており、宗教改革の原因にもなっている。

### 教父の時代
多くの教父は私有する財産を非難し、財産を共同で所有することがキリスト教の教えにとって理想的であるとした。しかし、彼らは早い段階で日常生活において実用的でないことを認識し、私有財産を黙認したともされている。。大多数の教父たちは富を得ることのみを目的とした行為を非難し、施すことは使命であると主張したが、これをイエスの教え、すなわち「世俗的なものを捨て去り、イエスに従え」とみなすものはいなかった。
アウグスティヌスは物質的な富や成功の欲求から離れるべきだと説いた。また、蓄財は信徒にとって価値ある目標ではないとも説いた。
アレクサンドリアのクレメンスは財産というものは共同体の利益として使われるべきで、必ずしも打ち捨てなければならないものではないと説いた。

### 中世ヨーロッパ
時代が古代から中世に差し掛かる頃には、キリスト教の父権主義的倫理は「完全に西欧文化に定着」していた。物質的ともとれた追及は、キリスト教的であると非難された。マデレン・グレイ (Madeleine Gray) は中世の社会福祉体制について、「教会を通じて組織され、清貧の精神的価値に基づいた」体制であると説明している。カハンによると、〔中世の〕キリスト教の神学者の中には職人などの生産に関わる各職業に就く者を非難する者がいた。例えば、かれの引用するところによると、ホノリウス・アウグストドゥネンシスは、それらが救われる見込みはないとされるが、農民が救われることはありうると書いた。さらにカハンは、ヨハンネス・グラティアヌスが「神の神殿から追い出されるの輩」という表現をしたことを引き合いに出している。
しかしながら、中世にはキリスト教の蓄財に対する考え方に変化が見られた。トマス・アクィナスは、欲とはたんなる富への欲望ではなく、富への節度なき欲望である、と定義した。アクィナスは、自分の生活を維持するのに必要な程度までは「外部の富」を持つことは許容されると書いた。この見方は、身分による富の違いについての根拠を示すものであったとの見方もある。個人が自分の身分に不相応なほどに多くの富を求めたり、人生において高い身分を求めることは賞賛されないとした。
またアクィナス自身は公正価格論の一つを上げ、富に対する観点の見直しを図った。
皮肉なことに、教皇庁並びに教会の組織は、いかなる権力者個人よりも権力を有する強大な機構にまで発展した。教会はとても裕福で、富の基本が土地であったこの時代において、一時は西ヨーロッパの土地の20%から30%を所有していた。また、世俗君主に対する影響力も強かったが、時が経つにつれ、この富と権力が汚職や乱用を招くことになった。また教皇庁は富裕な市民と手を組み、新たに富を得ようと多くの方法を講じたが、この際に大きな問題も発生した。一例として免罪符問題が挙げられる。15世紀近くには、教会の体制の腐敗はもはや覆うべくもなかった。
また後の出来事となるが、教皇レオ10世に破門されたマルティン・ルターが教会に反旗を翻し、プロテスタントの潮流の元にもなった。その後宗教改革と対抗宗教改革が進み、キリスト教全体における再編の始まりの源流の一因ともなった。（宗教改革における富の扱いについては後述）。

### 修道院制度
早ければ6世紀か7世紀には、有事の際における財産に関する問題は、合意を通じて修道士の共同体で対処されてきた。11世紀までにはベネディクト会は君主や貴族の惜しみない寄進によって裕福になっていた。また、クリュニー会の修道院長はキリスト教社会において高い地位を確立した。改革運動はこの富と権力に反応して起こった。当時の彼らは自らの手で働くのではなく、農奴を所有する領主のようだった。それを改め単純かつより禁欲的な修道生活に戻ることを求めた。
13世紀初頭、ドミニコ会やフランシスコ会のような托鉢修道会が生まれた。彼らは極端な清貧の誓いを立て、修道院に閉じこもることよりも、教戒と奉仕において活発に行動することを選んだ。アッシジのフランチェスコは清貧が「キリストの模倣」において重要な要素であると考えた。なぜならイエスは飼い葉桶の中で生まれ、貧者として世界に生き、十字架の上で死んだときは裸であった 。清貧に関するフランシスコ会の会則は、教会の富と権力に対するそれとは対照的なものだった。

### 宗教改革
汚職の蔓延は、改革を求める声につながった。そこでは教会と国家権力の相互依存関係が問われた。
改革者たちは、教会の過剰なほどの富と、聖職者の欲に目がくらんだ振る舞いを激しく批判した。中流階級が興隆し、教会へ富が吸い上げられていることに対し怒りを表した。北ヨーロッパでは、彼らは腐敗や強奪、悪徳に対する地元の改革派を支持した。彼らはこの不正の根源をローマ教会に見た。

### カルヴァン派
当時の金融業者たちはさまざまな形態で実質的な利息を取っていた。これに対しレビ記 25:35-38、申命記 23:19-20、出エジプト記 22:25を元に利息を取る行為を批判するものがいた。カルヴァンは教義上、融資において利息をとることは問題ないとしたが、生活のための借金において利息を取ることは非難した。一般にこれらは困窮した借り手の足元を見るようなやり方だった。。

### ピューリタン
ピューリタンにとって、仕事というものを生活に必要な苦役というだけでなく、もっと重要な意味を見出していた。ピューリタンは天から与えられた職を引き受けると考えていた。ピューリタンの社会倫理は富の獲得と適切な管理に焦点を当てていた。彼らは富とは、神の恵みと個々の救いの結果が表れたものと考えた。ピューリタンは、消費者よりは生産者であることが望まれた。そして、勤勉な労働者がより多く働けるように利益を投資することも望まれた。これらを通じ社会に貢献していくのである。ピューリタンは、快適で経済的に自給するように言われていた。しかし贅沢の追及や財貨そのものを目的とした貯蓄は避けるよう求められてきた。

### 近代資本主義との関わり
2つの評論記事が、1904年から1905にかけて出版された。ドイツの社会学者マックス・ヴェーバーによるものである。彼はプロテスタント、例えばカルヴァン派のような人々が、近代資本主義の土台を形作ったと説明した。これは後に英語に訳され、1930年プロテスタンティズムの倫理と資本主義の精神という本になって出版された。北ヨーロッパの資本主義はプロテスタントのエートスが世俗的な世界で働く多くの人々に影響を与え、その結果発展したと彼は述べた。マックス・ウェーバーは経済社会学においても見解を示しており、経済学者としての成果も挙げている。社会学の源流ともされ、その中でも彼は各宗教から社会を紐解く宗教社会学について研究したが、その計画は未完に終わった。
学者たちは西洋文明とその経済・社会発展の本質が独特であるというヴェーバーの提起について論じあった。学者たちは北欧、西欧、およびアメリカでは、カトリックと正教会の影響が強い地域より経済成長について急激な発展をしている事実を、これを用いて説明しようとした。しかし学者たちの中にはプロテスタントの興隆と経済の発展は無関係であると主張する者もいる。
ロドニー・スタークは、キリスト教の合理性は資本主義の成功と西洋の台頭の背後にある主な要因である、と述べた。
また近代になっても私有財産に関して否定的な考えを持つものもおり、例として実業家のアンドリュー・カーネギーが挙げられる。カーネギーは1868年、33歳のとき、カーネギーは「蓄財は偶像崇拝の悪い種の一つだ。金銭崇拝ほど品位を低下させる偶像はない」と記した。しかし彼は金銭自体が悪である事を述べている訳ではなく、私有財産を所有し金銭を崇拝することを悪ということである。これはキリスト教に見られた道徳的価値観とも合致する部分が存在しており、前述した「金銭を愛することが諸悪の根源である。金銭を愛することが人を堕落させることであって、金銭自体が悪ということではない」といった部分と類似している。彼は慈善家として社会に富を分け与えたが、「(財産を分け与えずに)富豪のまま死ぬのは不名誉である」と述べた。こちらにおいても前期キリスト教に見られた富を共有するといった考え方に類似しているともされる。
富に関する考えは多くの観点から挙がっているが、現在でも議論が交わされている問題の一つである。

## 関連書籍
- Clouse, Robert G.; Diehl, William E. (1984). Wealth & poverty: four Christian views of economics. InterVarsity Press
- Holman, Susan R. (2008). Wealth and poverty in early church and society. Baker Academic
- Neil, Bronwen; Allen, Pauline; Mayer, Wendy (2009). Preaching poverty in Late Antiquity: perceptions and realities. Evangelische Verlagsanstalt